# Thailand Open 2006
Die Thailand Open 2006 im Badminton fanden in Bangkok vom 25. bis 30. Juli 2006 statt.

## Sieger und Platzierte
| Disziplin    | Gold                       | Silber                                          | Bronze                                     |
| ------------ | -------------------------- | ----------------------------------------------- | ------------------------------------------ |
| Herreneinzel | Chen Yu                    | Chen Jin                                        | Muhammad Hafiz Hashim                      |
| Herreneinzel | Chen Yu                    | Chen Jin                                        | Chen Hong                                  |
| Dameneinzel  | Zhu Lin                    | Hwang Hye-youn                                  | Yao Jie                                    |
| Dameneinzel  | Zhu Lin                    | Hwang Hye-youn                                  | Eriko Hirose                               |
| Herrendoppel | Lee Yong-dae Jung Jae-sung | Lee Jae-jin Hwang Ji-man                        | Fang Chieh-min Lee Sheng-mu                |
| Herrendoppel | Lee Yong-dae Jung Jae-sung | Lee Jae-jin Hwang Ji-man                        | Choong Tan Fook Lee Wan Wah                |
| Damendoppel  | Lee Kyung-won Lee Hyo-jung | Saralee Thungthongkam Sathinee Chankrachangwong | Wong Pei Tty Chin Eei Hui                  |
| Damendoppel  | Lee Kyung-won Lee Hyo-jung | Saralee Thungthongkam Sathinee Chankrachangwong | Lena Frier Kristiansen Kamilla Rytter Juhl |
| Mixed        | Lee Yong-dae Hwang Yu-mi   | Sudket Prapakamol Saralee Thungthongkam         | Thomas Laybourn Kamilla Rytter Juhl        |
| Mixed        | Lee Yong-dae Hwang Yu-mi   | Sudket Prapakamol Saralee Thungthongkam         | Lee Jae-jin Lee Hyo-jung                   |

## Finalergebnisse
| Disziplin    | Sieger                     | Finalist                                        | Ergebnis            |
| ------------ | -------------------------- | ----------------------------------------------- | ------------------- |
| Herreneinzel | Chen Yu                    | Chen Jin                                        | 21-17, 21-23, 22-20 |
| Dameneinzel  | Zhu Lin                    | Hwang Hye-youn                                  | 21-13, 18-21, 21-15 |
| Herrendoppel | Lee Yong-dae Jung Jae-sung | Lee Jae-jin Hwang Ji-man                        | w.o.                |
| Damendoppel  | Lee Kyung-won Lee Hyo-jung | Saralee Thungthongkam Sathinee Chankrachangwong | 21-18, 21-9         |
| Mixed        | Lee Yong-dae Hwang Yu-mi   | Sudket Prapakamol Saralee Thungthongkam         | 21-11, 18-21, 22-20 |